# Arilena Ara
Arilena Ara (n. 17 iulie 1998), cunoscută sub numele ei de scenă Arilena, este o cântăreață albaneză.
Este câștigătoarea sezonului 2 de la X Factor Albania și reprezintă Albania în Concursul Muzical Eurovision 2020, cu melodia "Fall From The Sky".

## Cariera
Arilena Ara s-a născut în Shkodër. Ea a participat pentru prima dată la Gjeniu i Vogël („Micul Geniu"), un concurs de muzică pentru copii și s-a clasat a treia în concurs.
După moartea tatălui ei, ea a luat parte la sezonul 2 X Factor Albania difuzat din 28 octombrie 2012 până pe 31 martie 2013 pe TV Klan. Recent, ea a participat la un Show TV numit "Dansează Cu Mine" 2. Partenerul ei a fost Labi (un jurnalist albanez din Kosovo, foarte cunoscut pentru "Një kafe-mi Labin" sau "O ceașcă de cafea cu Labi"). Pe 26 februarie 2014 a lansat primul ei videoclip single "Aeroplan", care a avut un succes răsunător în Albania. După succesul cu "Aeroplan", care a avut 2 milioane de vizualizări în mai puțin de 12 ore, noul ei hit "Business Class" a avut 1 milion de vizualizări în primele 9 ore. Mai târziu, ea a lansat al treilea cântec intitulat "Vegim" dedicat pentru trecerea în nefiiță a tatălui ei. În 2016, a lansat un alt cântec, Nëntori (pronunțat [nənˈtɔɾi]), care a câștigat o oarecare popularitate în afara Albaniei, fiind inclus și pe stațiile radio din România.

## Discografie

### Single
- 2014: "Aeroplan"
- 2014: "Business Class"
- 2015: "Vegim"
- 2016: "TokeRroke"
- 2016: "Nëntori"